# Charles Mathiesen
Charles Mathiesen (Drammen, 12 febbraio 1911 – Drammen, 7 novembre 1994) è stato un pattinatore di velocità su ghiaccio norvegese.
Ha conquistato una medaglia olimpica in due partecipazioni ai giochi olimpici invernali (1936 e 1948).

## Palmarès
Olimpiadi
- 1 medaglia:
  - 1 oro (1500 m a Garmisch-Partenkirchen 1936)

Mondiali
- 2 medaglie:
  - 2 bronzi (Davos 1938, Helsinki 1939)

Europei
- 3 medaglie:
  - 1 oro (Oslo 1938)
  - 2 argenti (Oslo 1936, Riga 1939)